# Mat Ala
Mat Ala je nejjižněji umístěný vulkán pohoří Tat Ali v Etiopii. Sopka je ukončena kalderou s rozměry 2,5×3,5 km a výškou stěn 300 m. Kaldera je protkána četnými zlomy v linii sever-jih. Sopka byla aktivní během holocénu, zbytková fumarolická aktivita přetrváva v zlomovém pásmu jihozápadně od sopky.